# About a Boy - Un ragazzo
About a Boy - Un ragazzo (About a Boy) è un film del 2002 diretto dai fratelli Paul e Chris Weitz con protagonista Hugh Grant.
Il film è tratto dal best seller omonimo di Nick Hornby che nel 1998 ha venduto oltre un milione di copie in Inghilterra diventando uno dei libri inglesi più venduti di tutti i tempi.

## Trama
Will è un ricco single londinese che vive frequentando caffè e ristoranti alla moda, guardando quiz televisivi e intraprendendo sempre brevi relazioni con diverse donne. Will non lavora, ma vive di rendita grazie ai diritti d'autore di una famosa canzoncina natalizia scritta da suo padre molti anni prima, e da lui palesemente odiata. Fortunatamente, Will si rende conto che quello delle madri single è per lui un ottimo "campo di caccia": le donne gli evitano l'imbarazzo di dover essere lui a lasciarle, dato che sono loro stesse a farsi da parte dopo poco tempo, ma non prima di essersi lasciate avvicinare dall'uomo sensibile e altruista che lui si finge per l'occasione.
Will decide così di partecipare ad un gruppo di aiuto per genitori single, dipingendosi come un premuroso padre di un bambino di appena due anni abbandonato dalla moglie, che lo ha lasciato spezzandogli il cuore. Qui, però, trova solo donne complessate e tutt'altro che graziose, eccezione fatta per Susie. Will decide così di conquistarla e tenta vari trucchi, ma un giorno, ad un pic-nic, trova sulla propria strada Marcus, il figlio dodicenne di Fiona, una cara amica di Susie.
Marcus entra prepotentemente nella vita di Will, anche per superare il trauma del tentato suicidio della madre e avere nel corso della giornata una piccola parentesi che lo escluda dalle pressioni quotidiane. I due iniziano inevitabilmente ad instaurare un rapporto che farà uscire Will dalla sua precedente vita, ch'egli scopre paurosamente piatta e monotona, e darà a Marcus la possibilità di crescere e di accettarsi.

## Produzione
Due attori molto importanti rifiutarono di entrare a far parte del cast: Emma Thompson e Brad Pitt. All'inizio del film il giovane Marcus, in un monologo, allude al film Il sesto senso; è curioso in quanto l'attrice che interpreta la madre di Marcus, Toni Collette, ha interpretato anche la mamma di Haley Joel Osment, protagonista di Il sesto senso.
Nella stanza di Ali si può vedere una bandiera dell'Arsenal. Nick Hornby è un tifoso molto acceso di questa squadra. Nella cucina di Will si vede uno stemma dell'Inter, una caffettiera e un barattolo di caffè Illy, oltre ad un megaposter con la scritta jazz, un Power Mac G4 Cube e uno stereo Bang & Olufsen. 
Quando Will descrive la sua giornata, si vede digitare l'URL www.supermodelswithseethroughtops.com che esiste realmente ma rappresenta papa Giovanni Paolo II seduto nella Papa-mobile.
La citazione No Man is an Island che Will attribuisce a Jon Bon Jovi in realtà è stata scritta da John Donne nel 1624 nelle Meditation XVII. Viene attribuita a Jon Bon Jovi perché il testo di una sua canzone, Santa Fe, inizia proprio con quelle parole. La canzone che Marcus canta a scuola, rischiando la derisione, è Killing Me Softly with His Song. Nella stanza di Marcus è presente il poster del film del 1998 con Robin Williams, Patch Adams, il cui protagonista amava molto i bambini.

## Riconoscimenti
- Premio Oscar
  - 2003: Nominato - Miglior sceneggiatura non originale (Peter Hedges, Chris Weitz e Paul Weitz)
- Golden Globe
  - 2003: Nominato - Miglior film commedia o musicale
  - 2003: Nominato - Miglior attore in un film commedia o musicale (Hugh Grant)
- 1 Boston Society of Film Critics Awards: Migliore attrice non protagonista (Toni Collette)
- 1 Empire Award: Miglior attore britannico (Hugh Grant)
- 1 Golden Camera: Miglior attore internazionale (Hugh Grant)
- 1 London Critics Circle Film Award: Attore britannico dell'anno (Hugh Grant)
- 2 Phoenix Film Critics Society Awards: Miglior performance maschile di un ragazzo (Nicholas Hoult); Film dell'anno
- 1 Satellite Award: Miglior canzone originale ("Something to Talk About")